# Flame Towers
Le Flame Towers sono un complesso residenziale di tre grattacieli di altezze diverse, il più alto dei quali arriva a 190 metri che si trovano a Baku, in Azerbaigian. Il costo stimato delle Torri è di 350 milioni di dollari. Le strutture sono tra le costruzioni più alte di Baku. 
I tre grattacieli sono stati progettati dallo studio di architettura statunitense HOK (Hellmuth, Obata and Kassabaum) e la costruzione è iniziata nel 2007 e conclusa nel 2012.
Le facciate delle tre Flame Towers sono state trasformate in schermi giganti con l'uso di più di 10.000 apparecchi LED ad alta potenza, forniti dalla Osram, sussidiaria della Traxon Technologies.

## Nella cultura di massa
Le torri sono state descritte in un episodio di Ingegneria estrema, un documentario che va in onda su Discovery Channel e Discovery Science. L'episodio chiamato l'Incredibile trasformazione dell'Azerbaigian è andato in onda il 22 aprile 2011 nell'ambito della Stagione 9.